# Wappen des Bezirks Marzahn-Hellersdorf
Die Symbole des Wappens des Bezirks Marzahn-Hellersdorf sind hauptsächlich dem Wappen des alten Bezirkes Marzahn entnommen. Der Bezirk Hellersdorf mit seinen Ortsteilen war vor seiner Gründung Bestandteil des Bezirks Marzahn. Mit dem Zusammenschluss der beiden Bezirke stehen die Symbole wieder genau für das, wofür sie schon bei der Wappenbildung standen.
Das Wappen wurde am 7. Oktober 2003 vom Senat des Landes Berlin verliehen.

## Blasonierung
„In grünem Schild ein schräglinker silberner Wellenbalken, darüber eine goldene Korngarbe mit fünf Ähren, darunter ein silbernes Zahnrad. Auf dem Schild ruht eine rote dreitürmige Mauerkrone, deren mittlerer Turm mit dem Berliner Wappenschild belegt ist.“

## Bezirkssymbol
Das Bezirkssymbol von Marzahn-Hellersdorf kann als Zeichen der besonderen Verbundenheit oder eines besonderen Bezuges zum Bezirk frei verwendet werden, wenn dies mit dem Sinn des Bezirkssymbols vereinbar ist und nicht gegen Rechtsvorschriften in der Bundesrepublik Deutschland verstößt.
Eine Verwendung in oder auf Siegeln, Stempeln bzw. Schildern ist nicht erlaubt.

## Geschichte

### Bezirk Marzahn
Am 20. Mai 1979 wurde der Bezirk Marzahn gebildet. Mit der Gründung bekam der Bezirk auch sein Wappen. Da das Dorf Marzahn noch kein Wappen besaß, welches man für den Bezirk hätte übernehmen können, wurde ein neues geschaffen. Entworfen wurde das Wappen von dem Graphiker Dietrich Dorfstecher. Das Wappen ist oben grün und unten rot, geteilt durch ein silbernes „M“. Im oberen Feld befinden sich fünf goldene Ähren und im unteren Feld ein silbernes Zahnrad. Das silberne „M“ steht symbolisch für den Bezirksnamen Marzahn. Die goldenen Ähren weisen auf die landwirtschaftliche Tradition der Ortsteile hin. Die Anzahl fünf symbolisiert die fünf Ortsteile, Marzahn, Biesdorf, Hellersdorf, Kaulsdorf und Mahlsdorf, die bei der Gründung dem Bezirk angegliedert wurden. Für die Anfang des 20. Jahrhunderts beginnende Industrialisierung in allen Ortsteilen wurde das silberne Zahnrad in das Wappen aufgenommen. In den – damals noch – Dörfern entstanden erste Handwerksbetriebe, Mühlen und kleinere Gewerbebetriebe. Mit Beginn der 1970er Jahre verstärkte sich die Industrialisierung.

### Bezirk Hellersdorf
1986 wurden die Ortsteile Hellersdorf, Kaulsdorf und Mahlsdorf aus dem Bezirk Marzahn herausgelöst und bildeten den neuen Bezirk Hellersdorf. Da Hellersdorf wie Marzahn kein eigenes Wappen besaß, musste auch hier ein neues Wappen geschaffen werden. Entworfen hat dies der Berliner Bildhauer Professor Gerhard Thieme und noch im selben Jahr wurde es dem Bezirk verliehen. Das Wappen ist geteilt und oben halb gespalten. Es zeigt vorn in Gold ein buntes Blumengebinde und hinten in Silber einen aufrecht nach rechts schreitenden rotgezungten schwarzen Bären. Unten stehen im blauen Feld drei silberne Hochhauskomplexe, davon zwei rechts und einer links, über blauem Wasser, goldenen Feldstrichen und grünen Wiesenflächen, eingebettet in grünen Tannenwald (rechts) und Laubwald (links). Zwischen den Hochhauskomplexen heben sich hinter den Feldstrichen und Wiesenflächen zwei rote Dächer mit silbernen Vordergiebeln heraus. Das Blumengebinde steht als Symbol für die im Bezirk ansässige LPG Pflanzenproduktion, die nicht nur Nahrungsmittel, sondern auch Schnittblumen anbaute. Die Ortsteile konnten sich bis Ende der 1970er Jahre ihren dörflichen Charakter erhalten. Der schwarze Bär symbolisiert die Zugehörigkeit zu der Stadt Berlin. Die Landschaft mit den Hochhauskomplexen im unteren Feld soll die Entwicklung des Bezirkes darstellen. Von einem wald- und wiesenreichen Gebiet, über die Landwirtschaft mit Dörfern und Einfamilienhäusern, hin zu einem modernen Stadtteil Berlins mit Wohnungsneubaugebieten. Das blaue Wasser im unteren Teil des unteren Feldes symbolisiert die Wuhle, die an der westlichen Bezirksgrenze fließt, und die vielen kleinen Seen.
Nach der Wiedervereinigung Deutschlands und damit auch Berlins, wurden im September 1992 die Bezirkswappen noch einmal überarbeitet und bekamen die alle Bezirke mit Berlin verbindende Mauerkrone, wie sie die Wappen der Bezirke im westlichen Teil Berlins bereits führten.

### Bezirk Marzahn-Hellersdorf
Im Rahmen der Bezirksfusion vom 1. Januar 2001 wurden die beiden Bezirke Marzahn und Hellersdorf wieder zu einem, dem Bezirk Marzahn-Hellersdorf, zusammengelegt. Zwar war der Bezirk Hellersdorf einmal Bestandteil des Bezirkes Marzahn, dennoch wollte man nicht das alte Wappen von Marzahn für den neuen Bezirk übernehmen. Das Bezirksamt bildete eine Wappenkommission, die den Heraldiker Lutz Döring mit dem Entwerfen des neuen Wappen beauftragt. Laut Vorgaben sollte sich im neuen Wappen die Geschichte der fünf Ortsteile, die Plattenbauten und Einfamilienhäuser sowie der Reichtum an Grün- und Wasserflächen widerspiegeln. Der Heraldiker Lutz Döring erarbeitete 18 Entwürfe, von denen die Kommission drei auswählte und in den Bürgerämtern zum Begutachten aushängte. Das Wappen mit dem meisten Zuspruch wurde beim Landesarchiv Berlin eingereicht. Es fand dort aber keine unbedingte Zustimmung. Das noch einmal überarbeitete Wappen fand dann auch die Zustimmung der Senatsinnenverwaltung. Am 7. Oktober 2003 wurde das Wappen vom Senat dem Bezirk Marzahn-Hellersdorf verliehen. Zur Beschreibung (Blasonierung) siehe oben.
Die Symbole des neuen Wappen von Marzahn-Hellersdorf stammen hauptsächlich von dem Wappen des ehemaligen Bezirks Marzahn. Die Korngarbe mit Ähren symbolisiert die jahrhundertelange landwirtschaftliche Prägung aller Ortsteile des Bezirkes. Die Korngarbe besteht aus fünf Ähren, sie symbolisieren wieder die fünf Ortsteile Biesdorf, Hellersdorf, Kaulsdorf, Mahlsdorf und Marzahn, aus denen der Bezirk besteht. Der Wellenbalken steht für die Wuhle, die den Bezirk von Nord nach Süd durchfließt, und die vielen Gewässer des Bezirkes. Die grüne Tingierung des Schildes steht für die großzügigen Grünflächen und Parks des Bezirkes. Das Zahnrad symbolisiert auch wie im alten Wappen von Marzahn die starke Industrialisierung des Bezirkes im 20. Jahrhundert. Heute liegt im Bezirk Marzahn-Hellersdorf das größte zusammenhängende Gewerbegebiet Berlins. Auch dies ist ein Grund, warum das Zahnrad im neuen Wappen wieder aufgenommen wurde.

## Wappen der Ortsteile
Von den ehemaligen Dörfern ist Mahlsdorf das einzige, welches ein eigenes Wappen besaß. Das Wappen von Mahlsdorf hat mit der Eingemeindung in Groß-Berlin seine Gültigkeit verloren und verschwand aus dem amtlichen Gebrauch.

### Mahlsdorf
Das Wappenbild wurde vom „DORFSIEGEL ZV MAHLSDORF“ aus der Mitte des 19. Jahrhunderts übernommen. Das Wappen zeigt im silbernen Schild rechts einen laubgalerieartig beschnittenen sich nach links neigenden grünen Lindenbaum auf grünen Boden. In der Mitte auf dem Boden liegt eine goldene Getreidegarbe, die durch ein blaues Band zusammengehalten wird. Die Garbe ist besteckt mit einer aufgerichteten goldenen Harke und einer goldenen Sense mit stahlblauer Klinge. Das Getreide mit der Harke und der Sense weist auf die landwirtschaftliche Tätigkeit der Bewohner des Dorfes hin. Das Getreide ist das landwirtschaftliche Hauptprodukt und die Harke und Sense wurden von den Bauern gebraucht, um das Getreide zu ernten beziehungsweise zu mähen. Die Bedeutung des Baumes ist unklar, da es keine Überlieferungen mehr gibt, die ihn erklären könnten. Vom ältesten Dorfsiegel bis zu den letzten Dienstsiegeln des Gemeindevorstehers zeigen alle Siegel die gleiche Darstellung mit dem absonderlich gebogenen Baum und der hervorgehobenen Handhabe am Wurf der Sense.